# Spilogona melanosoma
Spilogona melanosoma este o specie de muște din genul Spilogona, familia Muscidae. A fost descrisă pentru prima dată de Huckett în anul 1932. Conform Catalogue of Life specia Spilogona melanosoma nu are subspecii cunoscute.